# Alt (tecla)

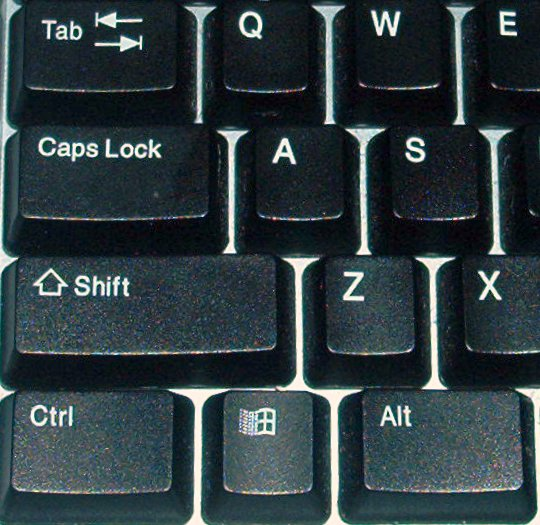

En informática, la tecla Alt, que significa “tecla de alternativa”, es una tecla modificadora que se usa para acceder a menús y otros atajos de teclado.
Las distribuciones de teclados en inglés poseen dos Alt, una a la izquierda y otro al lado derecho de la barra espaciadora. Sin embargo, la mayoría de las otras distribuciones poseen la tecla Alt Gr en lugar de la derecha.
Esta tecla forma parte del conocido atajo Ctrl+Alt+Supr, que originalmente en las computadoras IBM PC servía para reiniciar “en caliente”. Y que ahora los sistemas operativos la emplean para tareas distintas como mostrar una lista de los procesos y permitir cerrarlos, reiniciar o apagar el sistema, iniciar sesión, etcétera.
Otros atajos conocidos con esta tecla son Alt+F4 y también Alt+Tab, que en muchos sistemas operativos permiten cerrar ventanas y alternar entre ellas, respectivamente.
Otro uso bastante conocido es el de insertar caracteres no disponibles en el teclado. Para esto debe mantenerse presionada la tecla alt izquierda mientras se tipea el código con los números del teclado numeral o numérico. En Microsoft DOS debía tipearse el código correspondiente al set de caracteres OEM correspondiente a la zona geográfica. En Microsoft Windows, además de esos código pueden insertarse los del set de caracteres ANSI anteponiendo el cero al código.

Teclado IBM PC/Compatible IBM PC/Microsoft Windows (distribución española).